# Distribución de válvula de Caprotti

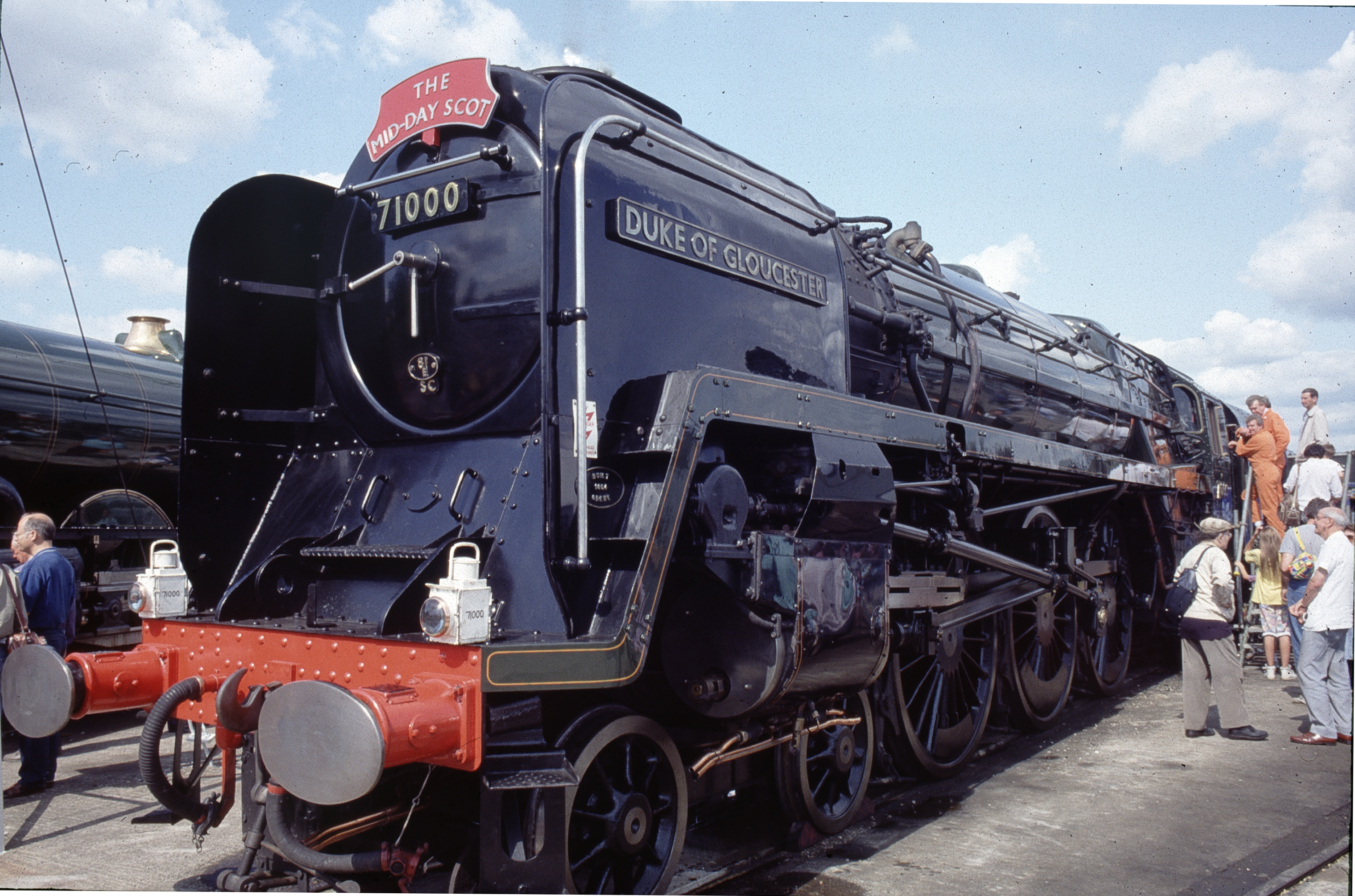
Locomotora Duke of Gloucester en Wimbledon.

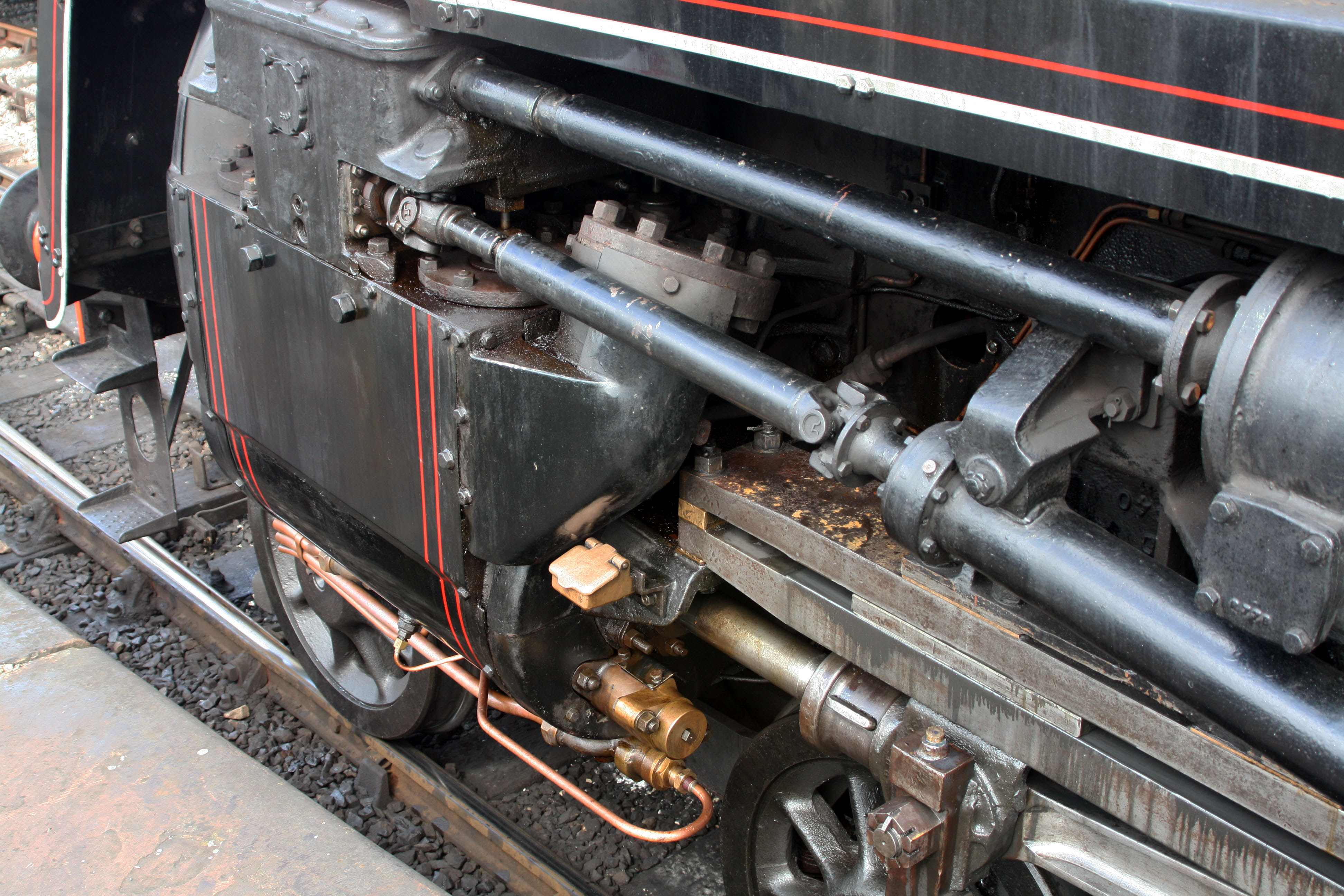
Accionamiento de válvulas tipo Caprotti.

La distribución tipo Caprotti es un sistema de accionamiento de válvulas de las locomotoras de vapor inventado a principios de la década de 1920 por el arquitecto e ingeniero italiano Arturo Caprotti. Utiliza árboles de levas y válvulas de asiento en lugar de una válvula tipo pistón usada en los otros sistemas. Caprotti se basó en el sistema de válvulas empleado en automóviles, pero hizo varias modificaciones importantes para adaptarlo al vapor.
En la década de 1950, el sistema Caprotti fue mejorado y la distribución Caprotti británica fue utilizada en las últimas dos Black Fives, números 44686/7 construidas por British Railways, las últimas  30 BR Estándar Clase 5, números 73125-54, y en la única BR Estándar Clase 8 71000 Duke of Gloucester. Los resultados fueron variados, siendo las prestaciones de la «Duke of Gloucester» particularmente decepcionantes, pero más tarde se descubrió que fue debido a errores de diseño y de construcción.
A pesar de ser más caro de construir que sus sistemas rivales, el sistema Caprotti mejorado es considerado más eficiente que cualquier otro. Entre sus ventajas encontramos que el sistema está completamente cerrado, lo que reduce su desgaste y deterioro en el entorno hostil de una locomotora de vapor, y que permite un control independiente de la admisión y el escape. La restaurada «Duke of Gloucester», con sus defectos corregidos, probó el concepto.